# ليراجلوتايد
Liraglutide (NN2211)، وتسويقه تحت اسم العلامة التجارية Victoza، هو مثل الببتيد الجلايكوجين-1 ناهضة (علم الأدوية) طويل المفعول مثل ناهضة (علم الأدوية أي معضد لتأثير الببتيد (غلوكاغون) التي وضعتها نوفو نورديسك لعلاج سكري النمط الثاني. تمت الموافقة على المنتج من قبل وكالة الأدوية الأوروبية (EMA) في 3 يوليو، 2009، ومن قبل إدارة الغذاء والدواء بالولايات المتحدة (FDA) في 25 يناير2010.
يتم تسويق ليراجلوتايد تحت الاسم التجارى Victoza في الولايات المتحدة والهند وكندا وأوروبا واليابان. تم إطلاقه في ألمانيا، الدنمارك، هولندا، والمملكة المتحدة، وأيرلندا، والسويد، واليابان، وكندا، والولايات المتحدة وفرنسا وماليزيا وسنغافورة.
بدأت المرحلة الأولى من التجارب على العقار عن طريق الفم من Victoza (NN9924) في عام 2010
.

## الديناميكية الدوائية
وتشير الدراسات إلى تاريخ ليراجلوتايد في إحكام السيطرة على السكر في الدم. 
أنه يقلل ارتفاع السكر في الدم المتعلق بالوجبات (لمدة 24 ساعة بعد تناوله) عن طريق زيادة إفراز الأنسولين، وتأخير إفراغ المعدة، وقمع أكلي لإفراز الجلوكاجون.
ليراجلوتايد هو acylated غلوكاجون بشرى مثل ناهضة (علم الأدوية) الببتيد-1 (GLP-1)، مع هوية تسلسل الأحماض الأمينية 97٪ إلى الإنسان الذاتية GLP-1 (7-37). GLP-1 (7-37) يمثل أقل من 20٪ من إجمالي تعميم GLP-1 الذاتية. مثل GLP-1 (7-37)، ليراجلوتايد ينشط مستقبلات GLP-1، غشاء محدد مستقبلات سطح الخلية المرتبط بأدينيليل سيكليز من قبل G-بروتين التنشيطي في خلايا بيتا في البنكرياس ليراجلوتايد يزيد إفراز intracellular cyclic AMP (cAMP),)، مما يؤدي إلى زيادة إفراز الأنسولين في وجود تركيزات مرتفعة للجلوكوز. وينحسر افراز الانسولين عندما تنخفض تركيزات الجلوكوز في الدم أو سكر الدم السوى. ليراجلوتايد يقلل أيضا إفراز الجلوكاجون بنفس الطريقة التي تعتمد على تخفيض الجلوكوز. آلية خفض نسبة الجلوكوز في الدم ينطوي أيضا تأخير في إفراغ المعدة.
GLP-1 (7-37) لديه نصف عمر 1.5-2 دقيقة بسبب تدهور من قبل الإنزيمات الذاتية في كل مكان، dipeptidyl ببتيداز IV (DPP-IV) وإندوبيبتيداز المحايد (NEP). .على عكس ليراجلوتايد GLP-1 الأصلى مستقرة ضد التدهور الأيضي من قبل كل من لديه بيبتيداز وله فترة نصف عمر 13 ساعة في البلازما بعد تناوله تحت الجلد. الملف الشخصى الدوائية من ليراجلوتايد، مما يجعله مناسبا للإستخدام مرة واحدة يوميا، هو نتيجة تكوين الاندماج الذاتي الذي يؤخر امتصاصه، الارتباط ببروتين البلازما والاستقرار ضد التفكك الأيضى بواسطة DPP-IV and NEP.
قد يكون ليراجلوتايد له مزايا أكثر من العلاجات الحالية:
- هو يعمل بطريقة تعتمد على الجلوكوز، مما يعني أنه سوف يحفز إفراز الانسولين فقط عندما تكون مستويات السكر في الدم أعلى من المعتاد. وبالتالي، فإنه يؤدى على مخاطر ضئيلة من نقص السكر في الدم.
- وهو لديه القدرة على تثبيط موت الخلايا المبرمج أو استماتة وتحفيز تجديد خلايا بيتا (ينظر في الدراسات الحيوانية).
- إنه يقلل الشهية ويحافظ على وزن الجسم، كما هو مبين في دراسة رأس لرأس مقابل جليميبرايد [11]
- ويخفض مستويات الدهون الثلاثية في الدم.

### الحراك الدوائى
ليراجلوتايد هو مشتق GLP-1 يستخدم مرة واحدة يوميا لعلاج مرض السكري من النوع 2 GLP-1 في شكله الطبيعي، لن يدوم طويلا في الجسم (نصف العمر بعد الحقن العضلي هو ما يقرب من نصف ساعة)، لذلك لا يعد من المفيد كعامل علاجي. ومع ذلك، ليراجلوتايد لديه نصف العمر بعد الحقن تحت الجلد من 11-15 ساعة، مما يجعلها مناسبة لجرعات مرة واحدة يوميا (أقل تواترا من المعتمد حاليا باييتا شكل exenatide، وهو يستخدم مرتين يوميا، ولكن إلى حد كبير أكثر تواترا من النموذج الذي يستخدم مرة واحدة أسبوعيا إكسيناتيد من exenatide، والتي حصلت على موافقة إدارة الاغذية والعقاقير من التسويق على 27 يناير 2012).
ويتسنى التأثير الممتد المفعول من ليراجلوتايد عن طريق ربط جزيء الحمض الدهني في مكان واحد من جزيء ببتيد شبيه بالغلوكاكون- 1 ، مما يمكنه من الارتباط بالزلال داخل الأنسجة تحت الجلد والدم. حيث أن GLP-1 النشط يتحرر حينئذ من الألبومين بمعدل ثابت وبطيئ، وارتباطه بالألبومين أيضا ينتج عنه بطء تفكك وانخفاض الخلاص من ليراجلوتايد عن طريق الكلى مقارنة ب GLP-1. [بحاجة لمصدر]

## مخاوف سرطان الغدة الدرقية
وعند التعرض لثمانية أضعاف الجرعة أكبر من تلك المستخدمة في البشر، فقد تسبب ليراجلوتايد في زيادة ذات دلالة إحصائية في أورام الغدة الدرقية في الجرذان. في التجارب السريرية، كانت نسبة من أورام الغدة الدرقية في المرضى الذين عولجوا مع ليراجلوتايد 1.3 في 1000 مريض مقارنة ب 1.0 لكل 1000 مريض في مجموعات المقارنة.عنوان الدواء الملصق على Victoza يحمل تحذيرا مخيفا:
| ليراجلوتايد | بسبب أهمية الأمر نحن غير واثقين من النتائج التى أسفرت عن ورم الغدة الدرقية بالخلايا - C لدى القوارض ، وعن إحتمال حدوثها للإنسان، يصف Victoza فقط للمرضى الذين تعتبر الفوائد المحتملة تفوق المخاطر المتوقعة. | ليراجلوتايد |

قالت إدارة الاغذية والعقاقير أن زيادة كالسيتونين بالمصل، تعد من العلامات البيولوجية لسرطان الغدة الدرقية النخاعي، بشكل طفيف في المرضى الذين يستخدمون ليراجلوتايد، ولكن لا يزال ضمن الحدود الطبيعية، وأنها تتطلب مراقبة مستمرة لمدة 15 عاما في سجل السرطان.

## مخاوف التهاب البنكرياس
في عام 2013، ذكرت دراسة أجريت في جامعة كاليفورنيا على «التوسع الملحوظ» في البنكرياس في ثمانية من المتبرعين الذين عولجوا بعقاقير المحاكاة مثل incretin إنكريتين وVictoza فيكتوزا و[بييتا]. ردا على ذلك، قامت FDA الولايات المتحدة الأمريكية والوكالة الأوروبية للأدوية بمراجعة كافة البيانات المتاحة عن صلة محتملة بين mimetics incretin محاكيات إنكريتين والتهاب البنكرياس أو سرطان البنكرياس. في رسالة مشتركة إلى نيو انغلاند جورنال اوف ميديسين، خلصت الوكالات أن «تحليل تجميع البيانات من 14,611 من المرضى الذين يعانون من مرض السكري من النوع 2 من 25 من التجارب السريرية في قاعدة بيانات سيتاجليبتين لم تقدم أية أدلة مقنعة بزيادة خطر التهاب البنكرياس أو سرطان البنكرياس» و«كلتا الوكالتين توافق على تأكيدات بشأن وجود علاقة سببية بين العقار القائم على» إنكريتين«والتهاب البنكرياس أو سرطان البنكرياس، كما أعرب مؤخرا في الكتابات العلمية وفي وسائل الإعلام، التي لا تتفق مع البيانات الحالية.. لم تصل إدارة الاغذية والعقاقير وEMA إلى استنتاج نهائي في هذا الوقت بشأن هذه العلاقة السببية. على الرغم من أن مجمل البيانات التي تم استعراضها توفر الاطمئنان، وسوف يستمر التهاب البنكرياس يعبر عن المخاطر المرتبطة بهذه الأدوية حتى يتم توفر بيانات أكثر متاحة؛ وتواصل الوكالتين التحقيق في هذا إشارة للسلامة.»

## الجدل
في عام 2010، خرقت نوفو نورديسك في ABPI شفرة القواعد السلوكية من خلال عدم تقديم معلومات عن الآثار الجانبية للليراجلوتايد، وتعزيز ليراجلوتايد قبل منحه تراخيص في السوق.
في عام 2012، قدمت مجموعة الدفاع عن المستهلك غير الربحية بابليك سيتيزن عريضة إلى (FDA) الغذاء والدواء الولايات المتحدة لإزالة ليراجلوتايد فورا من السوق لأنها خلصت إلى أن مخاطر سرطان الغدة الدرقية والتهاب البنكرياس تفوق أي فوائد موثقة.